# Sokrates und Alcibiades

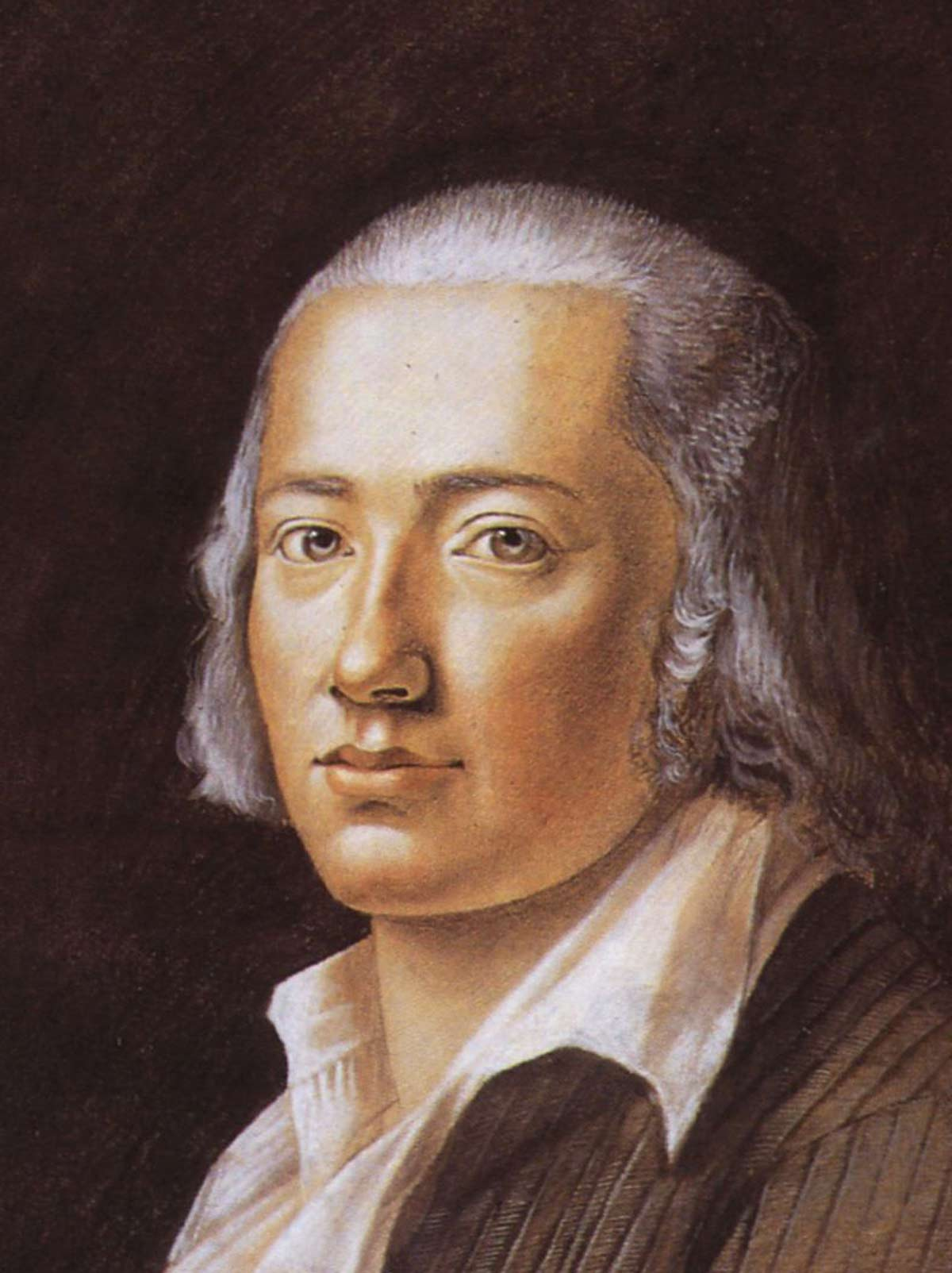
Friedrich Hölderlin, Pastell von Franz Karl Hiemer, 1792

Sokrates und Alcibiades ist der Titel einer kurzen Ode von Friedrich Hölderlin, die während seiner Zeit in Frankfurt am Main entstand. Sie gehört zu einer Gruppe von fünf Gedichten, die er am 30. Juni 1798 an Friedrich Schiller absandte, der sie in seinem Musenalmanach für das Jahr 1799 herausgab. Das dialogische Gedicht stellt Frage und Antwort antithetisch einander gegenüber.
Das zweistrophige Werk hat asklepiadeische Strophenform und gehört zu den Kurzoden, die mit ihrer epigrammatischen Bündigkeit Hölderlins Meisterschaft in dieser Form dokumentieren.

## Inhalt
Die zwei Strophen lauten:
„Warum huldigest du, heiliger Sokrates,

Diesem Jünglinge stets? kennest du Größers nicht?

Warum siehet mit Liebe,

Wie auf Götter, dein Aug’ auf ihn?“

Wer das Tiefste gedacht, liebt das Lebendigste,

Hohe Jugend versteht, wer in die Welt geblickt,

Und es neigen die Weisen

Oft am Ende zu Schönem sich. 

## Hintergrund und Besonderheiten

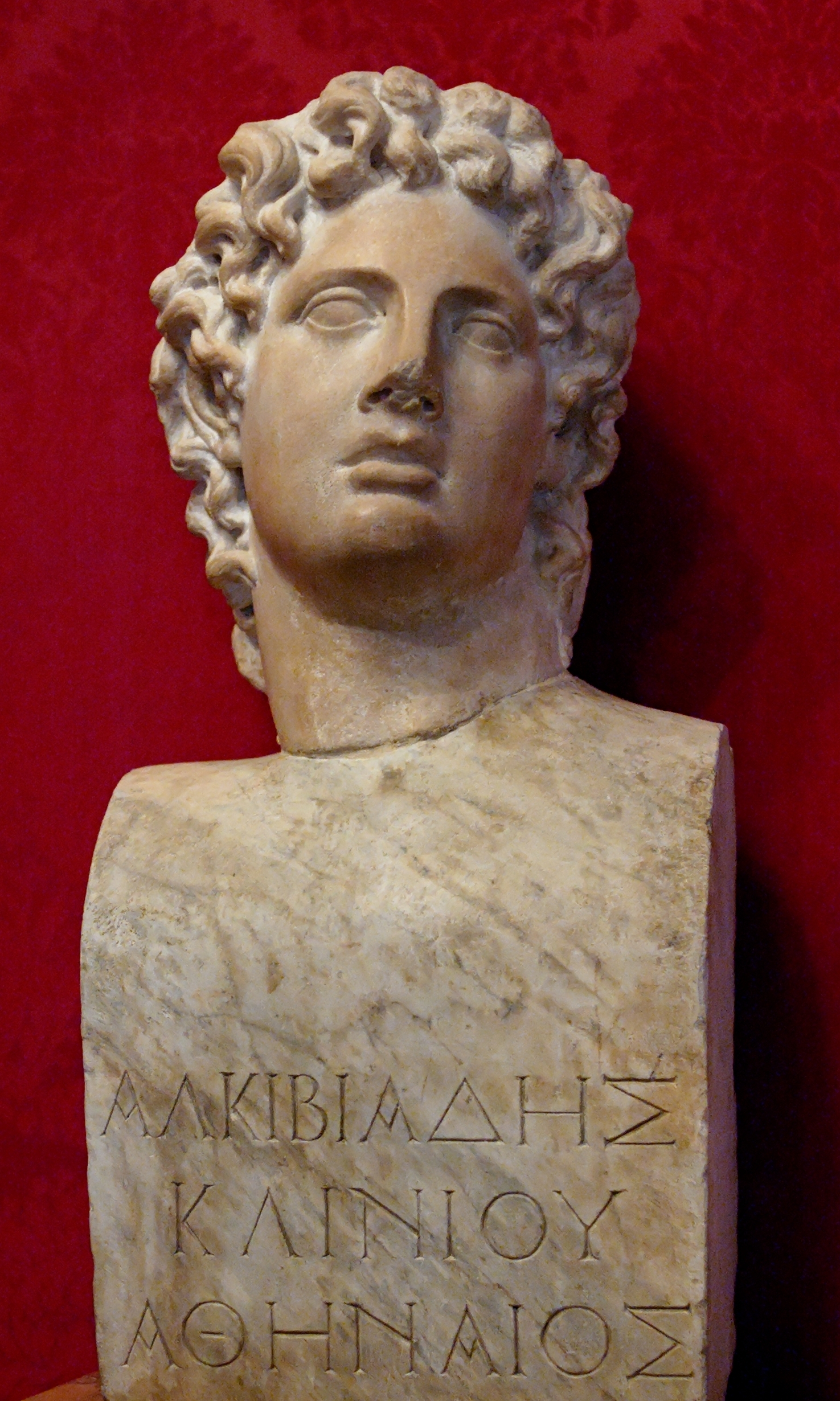
Idealporträt des Alkibiades (Marmorbüste, 4. Jh. v. Chr.)

Was die Verwendung antiker Strophenformen betrifft, gelten Hölderlins Dichtungen als Höhepunkt in der Entwicklung der deutschsprachigen Ode. Da er eine vergleichsweise große Anzahl von ihnen veröffentlichte, wurde er seinen Zeitgenossen zwischen 1799 und 1806 als Lyriker bekannt. Er erhielt sowohl fundierte und ermutigende wie auch verständnislose und ablehnende Reaktionen. Bereits in der ersten Phase zwischen 1786 und 1789 in Maulbronn und Tübingen, in der es zu keiner Veröffentlichung kam, überwogen alkäische Strophen.
Nach einer Zwischenphase wandte Hölderlin sich in Frankfurt erneut dieser Gattung zu und schrieb überwiegend epigrammatische Kurzoden mit nur zwei oder drei Strophen, womit er sich von der vorhergehenden Phase gereimter Hymnen abwandte und zur konziseren Diktion und knapperen Formulierung durchrang.
Das Strophenverhältnis kehrte sich gegenüber der ersten Odenphase um, indem drei alkäischen nun neun asklepiadeische Strophen gegenüberstehen. Ihr fallender Rhythmus und ihre Einheitlichkeit kamen der knappen Aussage der Gedichte dieser Phase entgegen.
Neben politischen Fragen beschäftigten ihn Probleme künstlerischer Vollendung, um die er in seinem berühmten Gedicht  An die Parzen bittet, oder Themen wie die zerrissene Wirklichkeit: Nachdem die in vielen Gedichten und seinem Hyperion idealisierte Diotima mit Susette Gontard für ihn kurzzeitig Gestalt angenommen hatte, beschrieb er das quälende Verhältnis dieses „heiligen Lebens“ zur verständnislosen Umgebung.
Gerade in Sokrates und Alcibiades gelang es Hölderlin, spannungsvolle Gegensätze mit dem Metrum der asklepiadeischen Strophe zu unterstreichen und im jeweils ersten Verspaar einander gegenüberzustellen.

Besonders deutlich wird dies in der zweiten Strophe mit der Antwort des Sokrates:
Wer das Tiefste gedacht, liebt das Lebendigste / Hohe Jugend versteht, wer in die Welt geblickt
Beide Verse sind kleine Asklepiadeen nach dem metrischen Schema
—◡—◡◡— | —◡◡—◡—
Indem die betonten Silben aufeinandertreffen, verdeutlichen sie den inhaltlichen Unterschied (Wer das Tiefste gedacht – Liebt das Lebendigste), während syntaktisch der Zusammenhang erkennbar ist. Wolfgang Binder wies auf den Chiasmus der Strophen hin, indem „das Tiefste“ und „die Welt“ auf der einen und „das Lebendigste“ und „Hohe Jugend“ auf der anderen Seite kreuzweise angeordnet sind und so den Gegensatz ebenfalls erkennbar machen.
Alkibiades, glanzvoller Redner und Staatsmann, war Schüler des Sokrates und galt als Inbegriff jugendlicher Schönheit. Während er in Platons Symposion als letzter Redner Sokrates lobt, von seiner Weisheit und Genügsamkeit spricht, seine Tapferkeit im Kriege lobt und beschreibt, wie er die Beschwerden des Winters ertragen habe, kehrt Hölderlin das Verhältnis um und lässt Sokrates dem Alkibiades huldigen.
Für Hölderlin war das Schöne Sinnbild des Göttlichen und Inhalt der Poesie. Im Hyperion verbindet die Liebe das Endliche mit dem Unendlichen, ist eine versöhnende Kraft, ein transzendierendes Streben des Eros.

## Interpretation
Walter Hinderer hält die Ode über das Verhältnis von Weisheit und Schönheit in der berühmten homoerotischen Beziehung für eines der erstaunlichsten lyrischen Ereignisse deutscher Sprache. Die banausenhafte Frage an den „heiligen Sokrates“, warum er gerade den leichtsinnigen Jüngling so liebe, führe ins Zentrum der platonischen Liebe, der es im Sinne des Symposions um Erweiterung und Ergänzung gehe. Sie wolle den körperlichen Gegenstand der Neigung zugunsten der Idee transzendieren. Wie Sokrates es seiner Lehrerin Diotima, der Fremden aus Mantineia, in den Mund legt, die vom Ansichschönen jenseits der schönen Körper spricht, das nicht von den Äußerlichkeiten verdeckt wird und bis zum Erkennen des Urschönen reichen soll, ist diese Idee eben die „Erzeugung und Geburt im Schönen.“
Die drei epigrammatischen Antworten der letzten Strophe laufen für Hinderer auf eine Harmonisierung von Gegensätzen hinaus, vom tiefen Denken zur Liebe, von Jugend zur Erfahrung des Alters, von Weisheit zur Schönheit.